# ایزوبار
در فیزیک هسته‌ای، ایزوبار به هسته‌هایی گویند که عدد جرمی برابر داشته باشند اما عدد اتمی آنها متفاوت باشد یعنی تعداد پروتون از تعداد نوترون بیشتر باشد. به‌طور مثال کربن-۱۲ و بور-۱۲ ایزوبار یکدیگرند. 